# ヤニック・ベロン
ヤニック・ベロン（Yannick Bellon、1924年4月6日 - 2019年6月2日）として知られるマリー＝アニック・ベロン（Marie-Annick Bellon）は、フランスの映画監督、映画編集者、脚本家である。
ドキュメンタリー作品で知られていたが、1972年にパリを現代的な視点から描いた初の長編映画『Quelque part quelqu’un』を制作した。その後もフェミニスト的な視点を取り入れた1978年の『L'amour violé』や、薬物中毒者が通常の生活に戻ろうとするときに経験する困難を描いた1989年の『無秩序な少女（Les Enfants du désordre）』など、いくつかの長編映画を制作した。

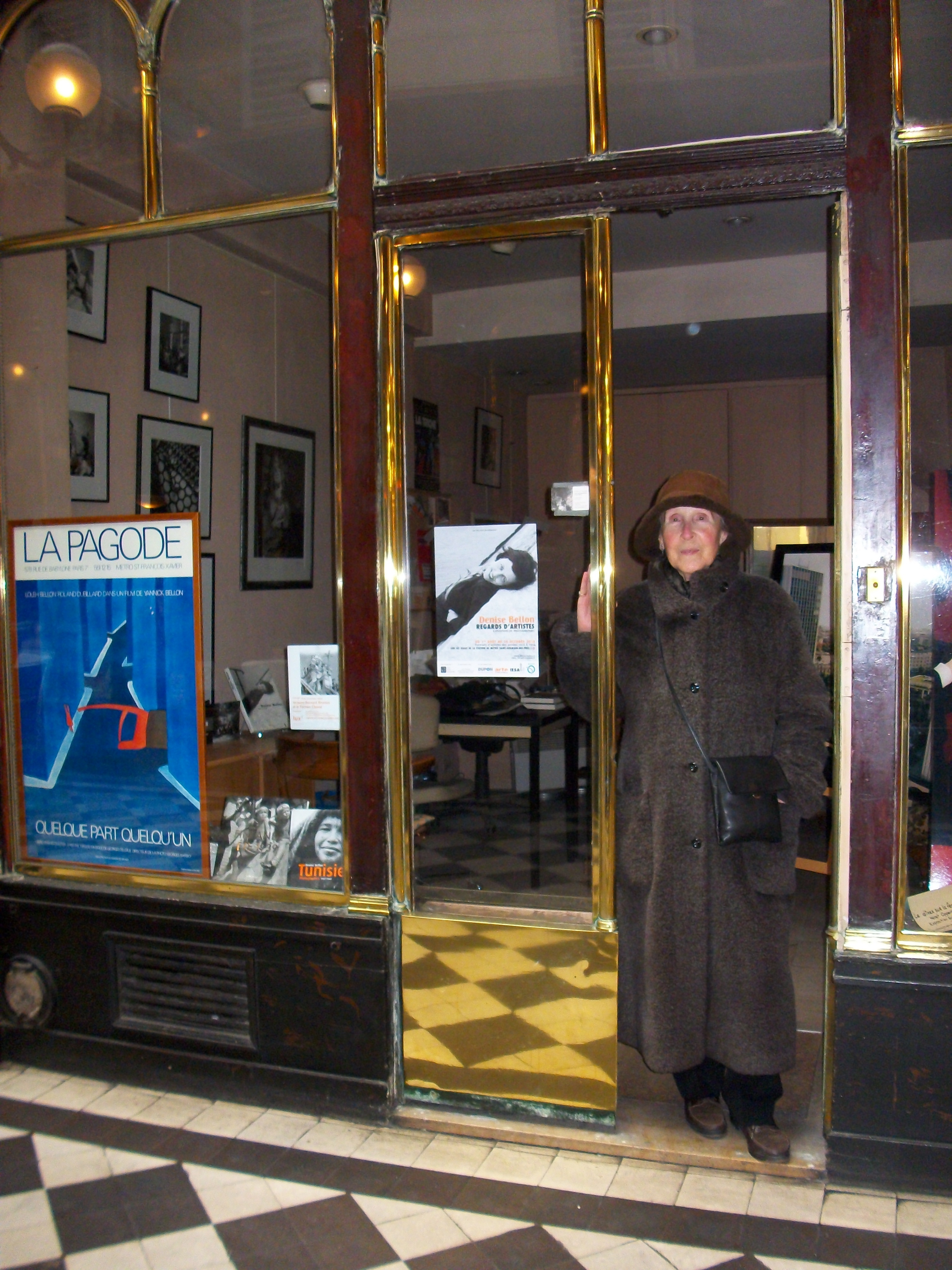
ヤニック・ベロンはフランスの映画監督、編集者。

## 家族
マリー＝アニック・ベロンは、1924年4月6日にビアリッツで、裁判官のジャック・ベロン（Jacques Bellon）と写真家のデニス・シモーヌ・ユルマン（Denise Simone Hulmann）の娘として生まれた。1954年12月23日にジャーナリストのアンリ・マニャン（fr:Henry Magnan、1919年 - 1965年）と結婚したが、1963年に離婚した。妹に女優で劇作家のロレー・ベロン（en:Loleh Bellon、1925年 - 1999年）がいる。

## 経歴
高等映画学院で1年間学んだ後、映画編集者のミリアム・ボルソウツキー（Myriam Borsoutsky）の助手となり、一連のドキュメンタリーやアルベール・デュブー（en:Albert Dubout）のカートゥーン制作に携わった。その後、映画監督のニコル・ヴェドレスの『パリ1900年』（en:Paris 1900 (film)）の制作にも関わった。
彼女が自身でプロデュースした最初の映画はドキュメンタリーの『Goémons』（1947年）で、ベニゲ（Béniguet）島の住民が地元の海藻をどのように利用しているかを描いたもので、この作品で1949年のヴェネツィア・ビエンナーレでドキュメンタリー部門のグランプリを受賞した。1950年にはフランスの作家コレットに関する30分のドキュメンタリーを制作した。
1972年、製作会社「レ・フィルム・ド・レキノクス」（Les Films de l'Équinoxe）を設立し、長編映画のシリーズを監督することに専念した。彼女が1961年に述べた、"If through my works, you conclude that injustice revolts me and dignity seems to me to be the most important virtue, so much the better."という意図を反映するものを目指したもので、確実にこのアプローチを実証するように、『ジャンの妻（La Femme de Jean）』（1974年）では女性解放、 『L'Amour violé』（1978年）ではレイプ、『L'Amour nu』 （1981年）では癌、『La Triche』（1984年）では同性愛に焦点を当てている。

## 日本での映画公開
La Femme de Jean（1973年）が、1978年に『ジャンの妻』のタイトルで公開されている。
Les Enfants du desordre（1989年）が、1991年に『無秩序な少女』のタイトルで公開されている。